# Lavincourt
Lavincourt é uma comuna francesa na região administrativa de Grande Leste, no departamento de Meuse. Estende-se por uma área de 4,7 km². Em 2010 a comuna tinha 72 habitantes (densidade: 15,3 hab./km²).